# Chora Koilpur
Chora Koilpur (nep. चोरा कोइलपुर)– gaun wikas samiti w środkowej części Nepalu w strefie Dźanakpur w dystrykcie Dhanusa. Według nepalskiego spisu powszechnego z 2011 roku liczył on 854 gospodarstwa domowe i 4713 mieszkańców (2430 kobiet i 2283 mężczyzn).